# Faille de Cadillac
Pour les articles homonymes, voir Cadillac.

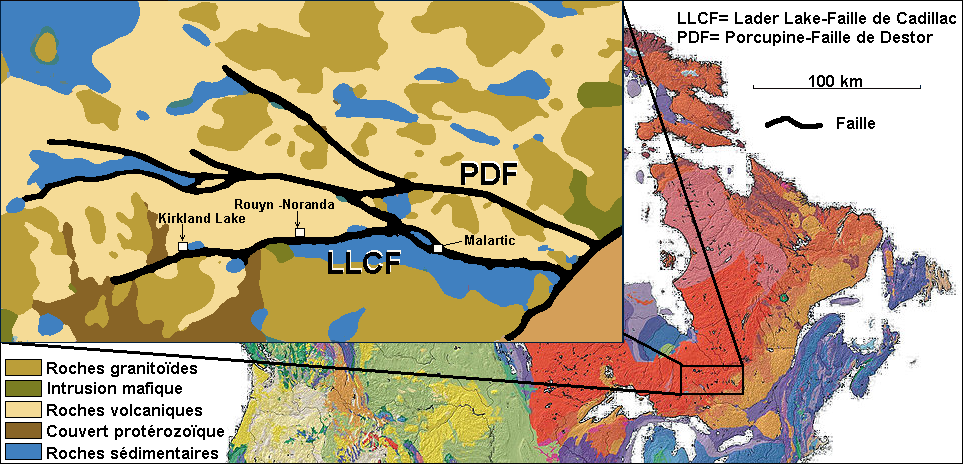
Faille de Cadillac.

La Faille de Cadillac-Larder Lake, ou Zone Tectonique de Cadillac-Larder Lake, désigne une structure géologique majeure du Québec et de l'Ontario. Tirant son nom du canton de Cadillac, où elle fut observée pour la première fois, elle permet de comprendre la richesse minière de la région de l'Abitibi-Témiscamingue.
Longue d'environ 320 km, la Zone Tectonique de Cadillac est très riche en gisements d'or. Il s'agit d'ailleurs d'un des principaux métallotectes aurifères de la région de l'Abitibi. C'est grâce aux mines construites le long de cette faille que furent fondées les villes de Rouyn-Noranda, Val-d'Or, Malartic et plusieurs autres.